# Іан Райт
Іан Райт (англ. Ian Wright; нар. 3 листопада 1963, Вулвіч, Англія) — англійський футболіст, нападник. Батько футболістів Бредлі та Шона Райт-Філліпсів.

## Клубна кар'єра
У дорослому футболі дебютував 1984 року виступами за команду клубу «Гринвіч Боро», в якій провів один сезон, взявши участь у 80 матчах чемпіонату.
Своєю грою за цю команду привернув увагу представників тренерського штабу клубу «Крістал Пелес», до складу якого приєднався 1985 року. Відіграв за лондонський клуб наступні шість сезонів своєї ігрової кар'єри. Більшість часу, проведеного у складі «Крістал Пелес», був основним гравцем атакувальної ланки команди. У складі «Крістал Пелес» був одним з головних бомбардирів команди, маючи середню результативність на рівні 0,4 голу за гру першості.
1991 року уклав контракт з клубом «Арсенал», у складі якого провів наступні сім років своєї кар'єри гравця. Граючи у складі лондонського «Арсенала» також здебільшого виходив на поле в основному складі команди. В новому клубі був серед найкращих голеодорів, відзначаючись забитим голом в середньому щонайменше у кожній третій грі чемпіонату. За цей час виборов титул чемпіона Англії, ставав володарем Кубка Англії (двічі), володарем Кубка Кубків УЄФА.
Згодом з 1998 по 2000 рік грав у складі команд клубів «Вест Гем Юнайтед», «Ноттінгем Форест» та «Селтік».
Завершив професійну ігрову кар'єру у клубі «Бернлі», за команду якого виступав протягом 2000—2000 років.

## Виступи за збірну
1991 року дебютував в офіційних матчах у складі національної збірної Англії. Протягом кар'єри у національній команді, яка тривала 8 років, провів у формі головної команди країни 33 матчі, забивши 9 голів.

## Досягнення

### Командні
- Чемпіон Англії:

«Арсенал»: 1997-98
- Володар Кубка Англії:

«Арсенал»: 1992-93, 1997-98
- Володар Кубка англійської ліги:

«Арсенал»: 1992–93
- Володар Кубка Кубків УЄФА:

«Арсенал»: 1993-94
- Володар Кубка Інтертото:

«Вест Гем Юнайтед»: 1999

### Особисті
- Гравець місяця Прем'єр-ліги Англії (Листопад, 1996-97)
- Орден Британської імперії (2002)
- Команда року за версією ПФА (1993, 1997)
- Зала слави англійського футболу (2005)

## Інше
2023 року знявся в фільмі «Кухня».